# 圖明
50°50′40″N 24°36′39″E / 50.84444°N 24.61083°E
圖明（烏克蘭語：Тумин），是烏克蘭的村落，位於該國西部沃倫州，由沃洛德米爾區負責管轄，處於圖里亞河畔，始建於1545年，面積1.63平方公里，海拔高度213米，2001年人口419。